# Venteliste
En venteliste er en liste over personer, der er skrevet op til en vare eller tjenesteydelse, der aktuelt ikke udbydes i et omfang, der svarer til efterspørgslen.
Der er ventelister på eksempelvis friskoler, børnehaver, boliger og sundhedsydelser som undersøgelser, behandlinger og operationer.
Ventelister kan være prioriterede, så man efter visse kriterier rykker op på listen. Andre gange er anciennitet, dvs. hvor længe man har stået på listen, det eneste afgørende for, hvornår man kommer i betragtning. 

## Ventelister i det danske sundhedsvæsen
Ventelister for behandling på sygehuse har medført, at der er indført frit sygehusvalg og behandlingsgaranti. Privathospitaler er dermed kommet til at spille en større rolle, idet patienter under visse omstændigheder har ret til at vælge behandling her frem for på et offentligt sygehus.
Det såkaldt udvidede frie sygehusvalg blev indført i 2002 for at nedbringe ventetider på sygehusene og sikre hurtigere behandling. Det betyder, at patienter kan vælge behandling på et privathospital, hvis de har fået en tid til udredning, som ligger mere end 1 måned ude i fremtiden. Danske Regioner har indgået aftaler med de privathospitaler, der indgår i det udvidede frit sygehusvalg.